# Malo Quéméneur
Pour les articles homonymes, voir Quéméneur.
 (août 2022).
Malo Quéméneur, né le 15 janvier 1998, est un kayakiste français.

## Biographie
Malo Quéméneur est médaillé de bronze en K1 par équipes aux Championnats du monde de slalom 2022 à Augsbourg.